# Ziolarka żmijowcowa
Ziolarka żmijowcowa (Phytoecia coerulescens) – gatunek chrząszcza z rodziny kózkowatych.
Do roślin żywicielskich ziolarki żmijowcowej należą:
- żmijowiec zwyczajny (Echium vulgare L.)
- nawrot lekarski (Lithospermum officinale L.)
- lepnik zwyczajny (Lappula squarrosa (Retz.) Dumort.)
- ostrzeń pospolity (Cynoglossum officinale L.)
- farbownik polny (Anchusa arvensis (L.) M.Bieb.)
- farbownik lekarski (Anchusa officinalis L.)